# Galo de Arbona
Galo (en latín Gallus, c. 550, Irlanda - 16 de octubre de 645, Arbon) fue un ermitaño y misionero irlandés, venerado como santo por la Iglesia católica, la Iglesia ortodoxa y la Iglesia de Irlanda.
Fundador de la Abadía de San Galo en Suiza, es uno de los tres santo patronos de Suiza (junto con Nuestra Señora de las Ermitas de Einsiedeln y San Nicolás de Flüe). 

## Biografía
La hagiografía de Galo se transmite en tres versiones. La Urvita, la llamada Vita vetustissima Sancti Galli en  latín medieval, data de finales del siglo VII, son solo fragmentos. Los dos arreglos del siglo IX de los monjes de Reichenau, Wetti y Walahfrid Strabo, se transmitieron por completo. En términos de contenido, los dos autores apenas han cambiado la versión más antigua y han limitado su edición principalmente a mejoras lingüísticas. La tercera y última versión de Walahfrid fue la más extendida.

### Origen
El origen de Galo está en disputa. Como informan las hagiografías de los monjes de Reichenau del siglo IX, vino de Irlanda y siguió al monje Columbano de Luxeuil en el continente europeo. Una genealogía del siglo IX también sugiere la procedencia irlandesa, que se consideró segura hasta la segunda mitad del siglo XX, antes de ser cuestionada por una investigación. La discusión resultante produjo dos teorías. La primera ve a Galo como irlandés y lo explica con su entorno irlandés. La segunda niega su herencia irlandesa. El novelista Gerold Hilty, basado en sus estudios de las habilidades lingüísticas de Galo, cree que vino de la zona de los Vosgos o de Alsacia. El historiador y teólogo Max Schär proporcionó un enfoque que combina las dos interpretaciones. En su opinión, Galo era un hombre de ascendencia irlandesa que nació y creció en un área bilingüe, probablemente en Alsacia.

### Misionero
Alrededor de 590, el abad Columbano fundó el monasterio de Luxeuil en los Vosgos, donde Galo fue uno de sus alumnos. Desde Luxeuil los dos se mudaron en el año 610 junto con otros monjes a Alemannia. 
Mientras tanto, se ha controvertido el lugar en que Galo y Columbano se encontraron por primera vez. Las hagiografías informan que Galo, nacido en Irlanda, había ingresado al Monasterio de Bangor, desde donde se mudó a Luxeuil con Columbano y otros hermanos. La investigación reciente de Gerold Hilty, por otro lado, supone que Galo vino del este de Francia y, por lo tanto, solo conoció a los irlandeses durante la actividad de Columbano en Luxueil y se convirtió en su alumno.
Columbano, debido a conflictos dinásticos entre Teoderico II y su hermano Teodeberto II, había perdido el respaldo en el reino franco y tuvo que abandonar Luxeuil. El viaje misionero posterior llevó a la comunidad de Columbano desde Metz hasta el Rin y vía Zúrich y Tuggen finalmente hacia Arbon (Arbor Felix), al área de Bregenz en Lacus Brigantinus, hoy Lago de Constanza. En Bregenz y en Arbon, se encontraron con una comunidad cristiana que había regresado parcialmente al paganismo. Galo predicó en alemán, en contraste con Columbano, que no lo dominaba. Antes de 611, los fieles destruyeron en Tuggen las estatuas de las deidades indígenas y las arrojaron al lago. Como resultado, los mensajeros de la fe reprendieron a algunos de los habitantes que se quejaron ante su duque Gunzo; dos monjes fueron asesinados después de una emboscada (estaban buscando una vaca desaparecida en el bosque). La fundación del monasterio de Bregenz fracasó, y Columbano viajó a Bobbio en 612 para fundar un monasterio por invitación del príncipe lombardo.
La leyenda de Galo dice que tuvo que quedarse a causa de una enfermedad grave y que fue curado en Arbon por el sacerdote Willimar, a quien conocía. Según la leyenda, Columbano excomulgó a Galo por desobediencia y no se le permitió decir misa, ni asistir a ella, durante el resto de su vida.
Después de una larga estancia en Arbon, Galo decidió en 612, junto con el diácono Hiltibod de Arbon, seguir el río Steinach que desemboca en el Lacus Brigantinus. Caminaron a lo largo del arroyo hacia el bosque de Arbon (la zona desde el lago hasta Appenzell era por entonces una selva) y llegaron a la cascada en Mühlegg. Aquí Galo tropezó y cayó en un arbusto. Esto lo interpretó como una señal divina de quedarse allí. Por lo tanto, muchas representaciones de Galo están subtituladas con el versículo de la Biblia:
- "Haec requies mea in saeculum saeculi [hic habitabo quoniam elegi eam]"

- "Este es el lugar de mi descanso eterno; aquí habitaré porque se ha elegido."

## La leyenda de Galo y el oso
Mientras Hiltibod dormía, Galo aún estaba despierto cuando de repente apareció un oso. Galo no se sintió intimidado, ni siquiera cuando el oso se enderezó. Galo ordenó al oso, en nombre del Señor, que trabajara por su comida y consiguiera un pedazo de leña para el fuego. El oso obedeció y llevó la leña al fuego. Entonces Galo le dio al oso un bocadillo, con la condición de que nunca más se dejara ver. Hiltibod, que había escuchado, le dijo a Galo: "Ahora sé que el Señor está contigo cuando incluso las bestias del bosque obedecen tu palabra". El oso nunca más apareció y luego se convirtió en el animal heráldico de la ciudad de San Galo. El animal también es la insignia más importante de Galo, al que casi siempre se representa con un oso al lado.